# Марк Антоній Зенон
Марк Антоній Зенон (лат. Marcus Antonius Zeno; ? — після 148) — державний діяч Римської імперії, консул-суффект 148 року.

## Життєпис
Походив з роду Антоніїв, його гілки Зенонів. Імовірно його предки були вільновідпущениками роду Антоніїв. Про молоді роки мало відомо. У 140 році як імператорський легат-пропретор керував провінцією Фракія. Під час своєї каденції займався карбуванням монет у містах Перінт (сучасне Ереглі, Туреччина), Нікополь (сучасне Нікюл, Туреччина), Філіпополь (сучасний Пловдив, Болгарія).
У 148 році став консулом-суффектом разом з Гаєм Фабієм Агріппіном. Про подальшу долю немає відомостей.

## Сім'я
- Антонія, дружина Луція Вірія